# Cá vàng đầu lân

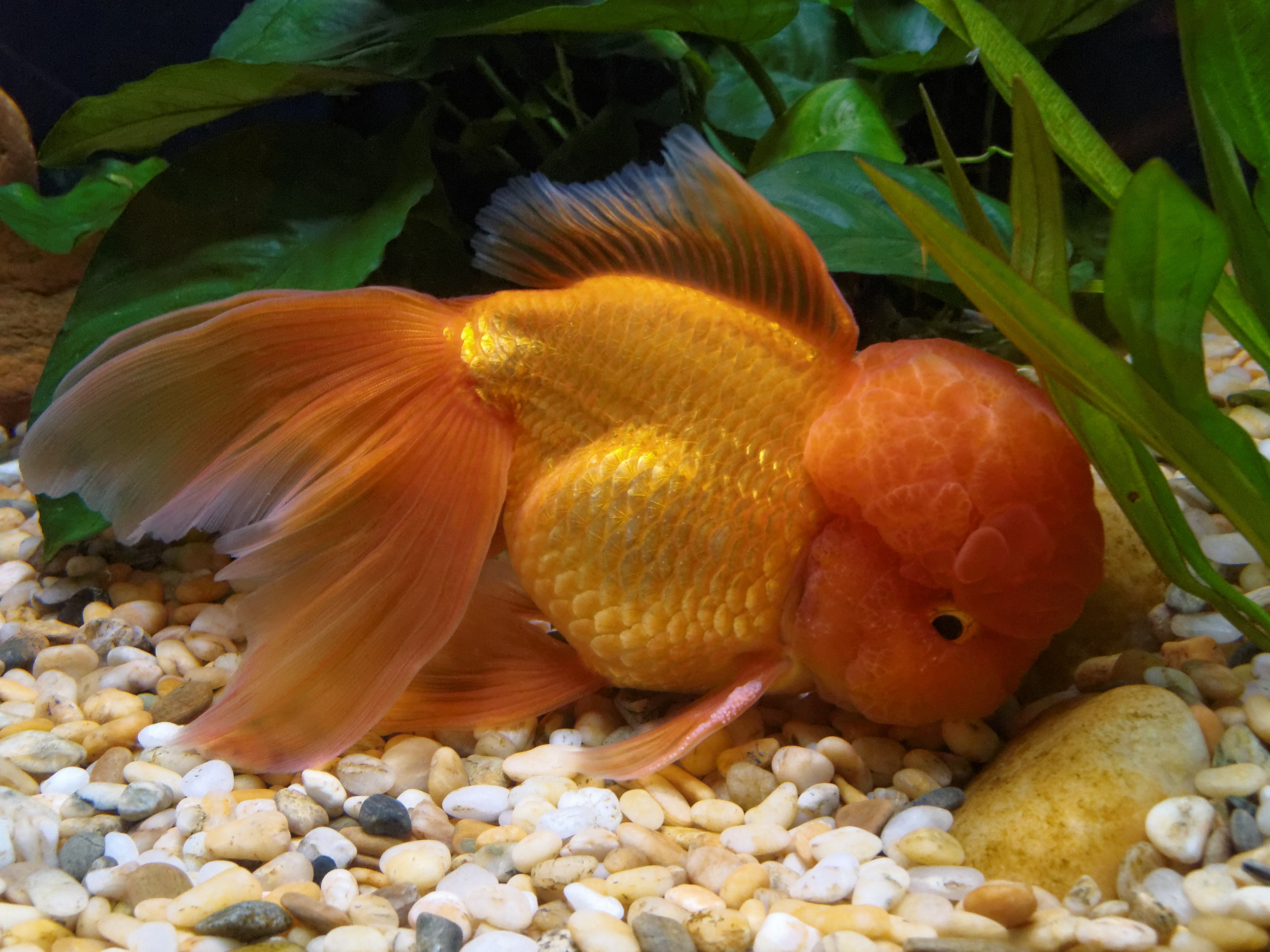
Một con cá 3 đuôi vàng

Cá 3 đuôi vàng đầu lân hay còn gọi là Cá vàng Oranda là một giống cá vàng được lai tạo để nuôi làm cá cảnh. Trong số chúng có loài cá đầu đỏ (Hạc đỉnh hồng-Redcap Oranda) là dòng cá được ưa chuộng. Chúng được đặt tên theo hình dáng khối u trên đầu và màu sắc thân của nó. Đây là một loại cá cảnh khá phổ biến ở Việt Nam cũng như các nước châu Á, thường được nuôi trong các bể cá để bàn, bể cá mini. Oranda có lẽ là dòng cá vàng phổ biến nhẩt trên thế giới nhờ sự kết hợp của nhiều đặc điểm như kích thước lớn, đầu mũ, bộ vây và màu sắc. Thức ăn của chúng bao gồm cám viên, trùn chỉ, giun, cơm,...

## Đặc điểm

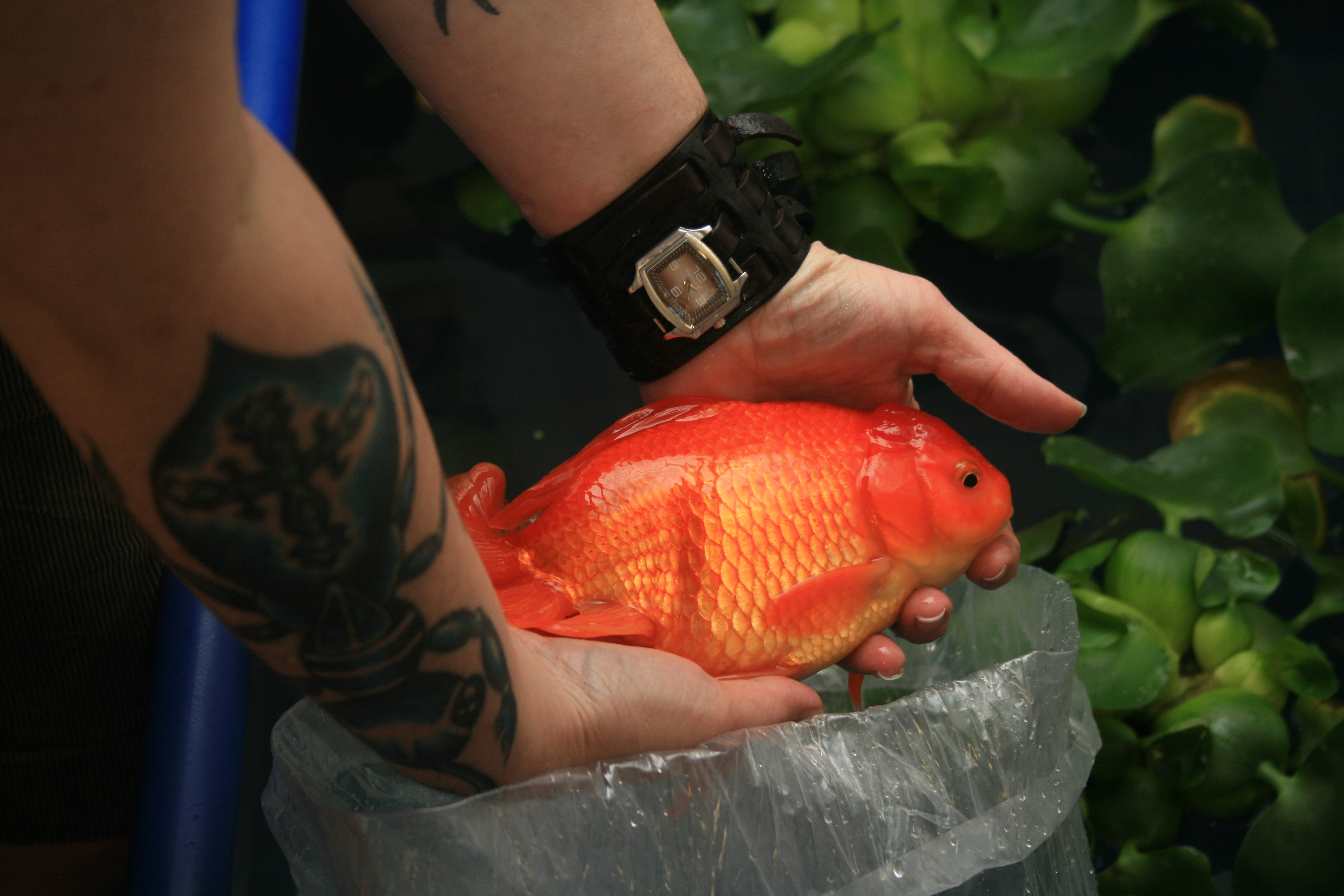
Một con cá vàng đầu lân

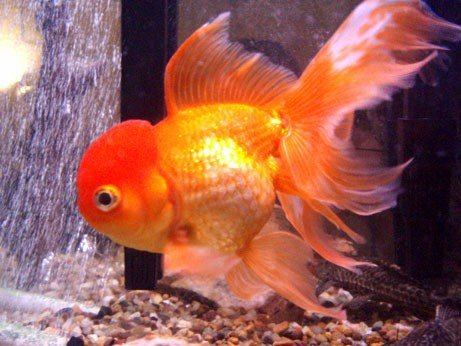
Cá vàng đầu lân cam